# ゴイサギ
ゴイサギ（五位鷺、鵁鶄、学名: Nycticorax nycticorax）は、ペリカン目サギ科ゴイサギ属に分類される鳥類。

## 分布
アフリカ大陸、北アメリカ大陸、南アメリカ大陸、ユーラシア大陸、インドネシア、日本、フィリピン、マダガスカル
日本では夏季に北海道、東北北部に飛来（夏鳥）するか、東北南部以南に周年生息する（留鳥）。冬季に南下する個体もいる。

## 形態
全長58-65cm。翼開長105-112cm。体重0.4-0.8kg。上面は青みがかった暗灰色、下面は白い羽毛で被われる。翼の色彩は灰色。
虹彩は赤い。眼先は羽毛が無く、青みがかった灰色の皮膚が露出する。嘴の色彩は黒い。後肢の色彩は黄色。
幼鳥は上面が褐色の羽毛で被われ、黄褐色の斑点が入る。この斑点が星のように見える事からホシゴイの別名がある。下面は汚白色の羽毛で被われる。虹彩は黄色がかったオレンジ色。眼先は、黄緑色の皮膚が露出する。
繁殖期には後頭に白い羽毛が3本伸長（冠羽）し、後肢の色彩が赤みを帯びる。

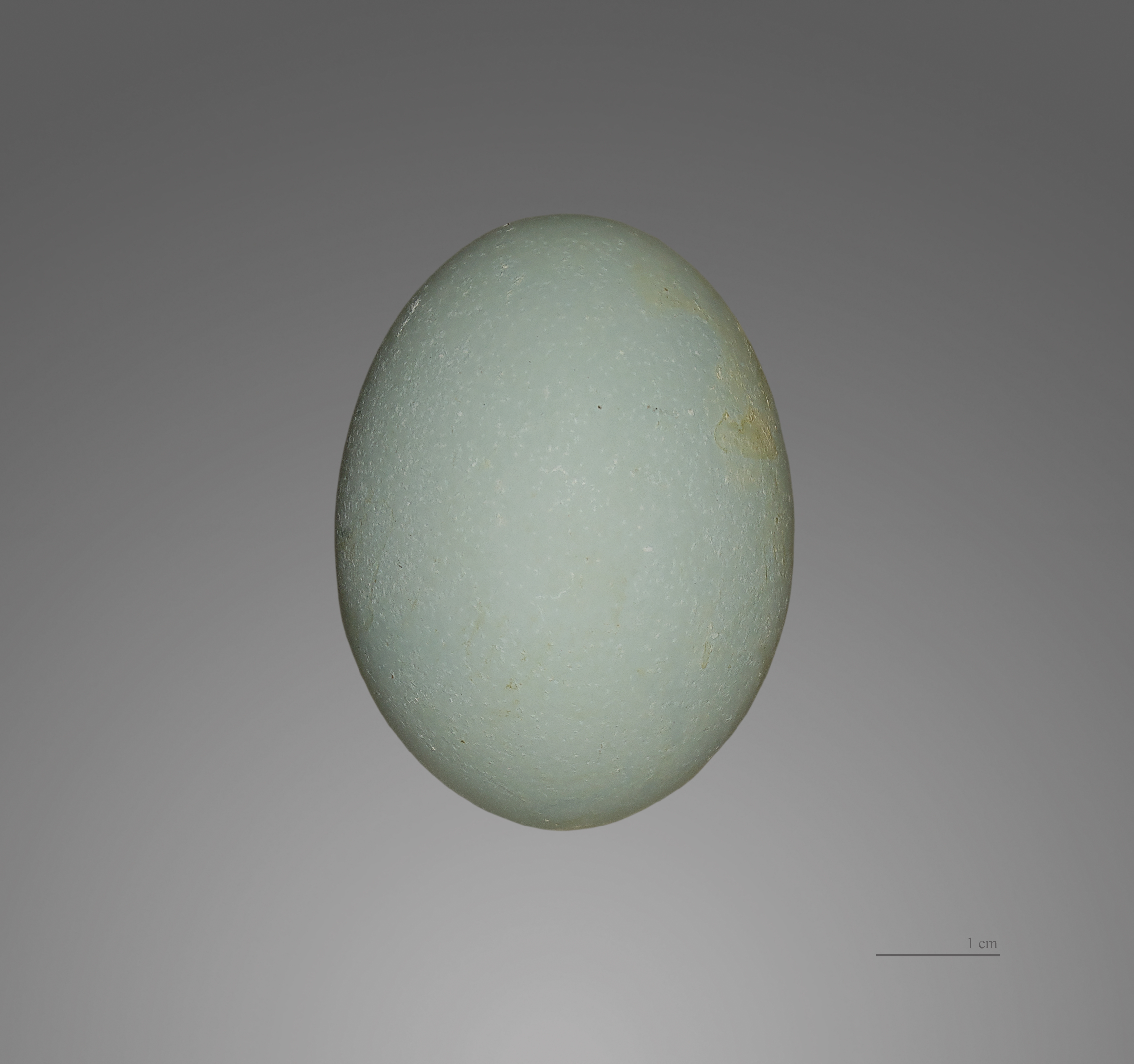
卵
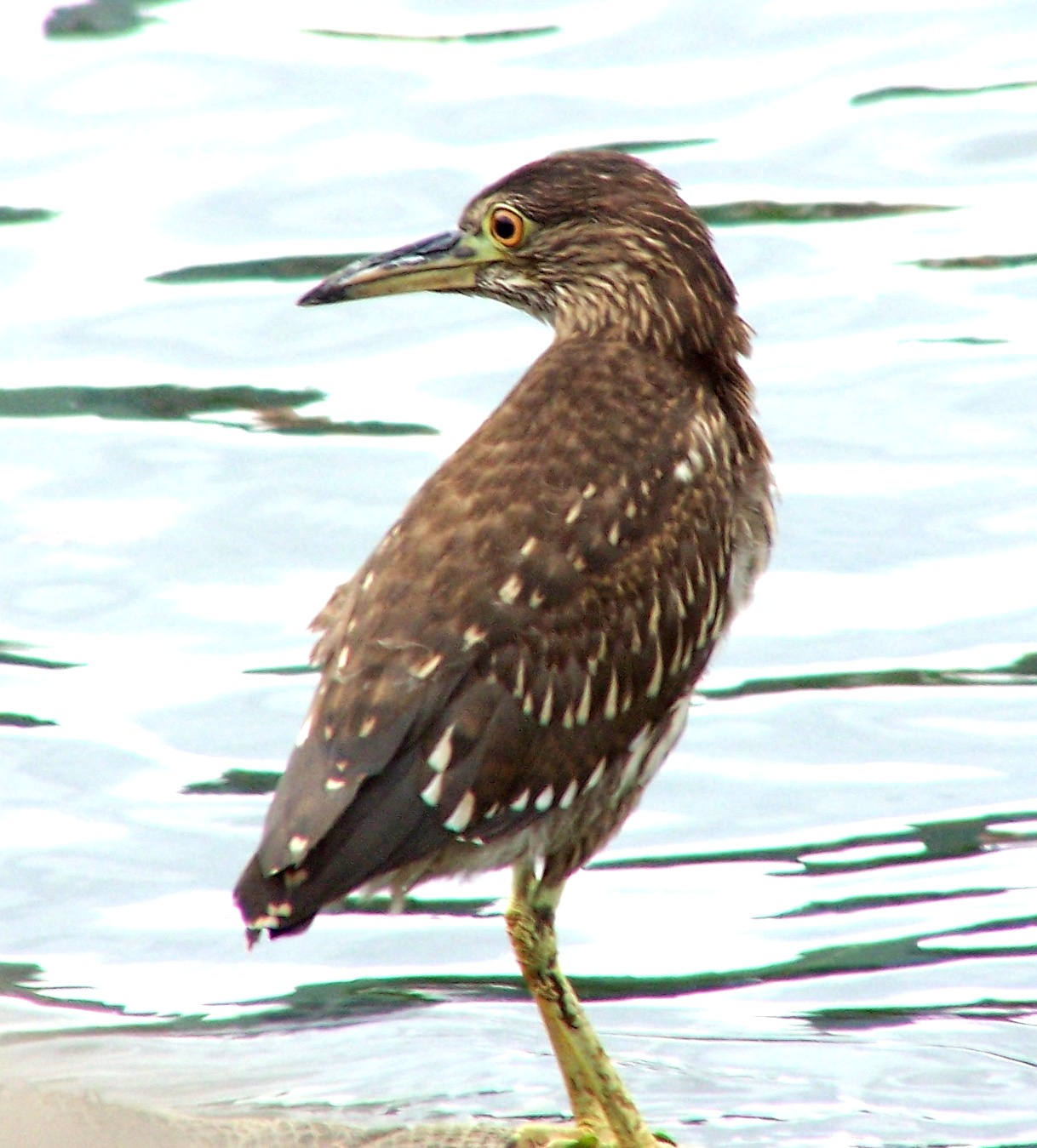
幼鳥
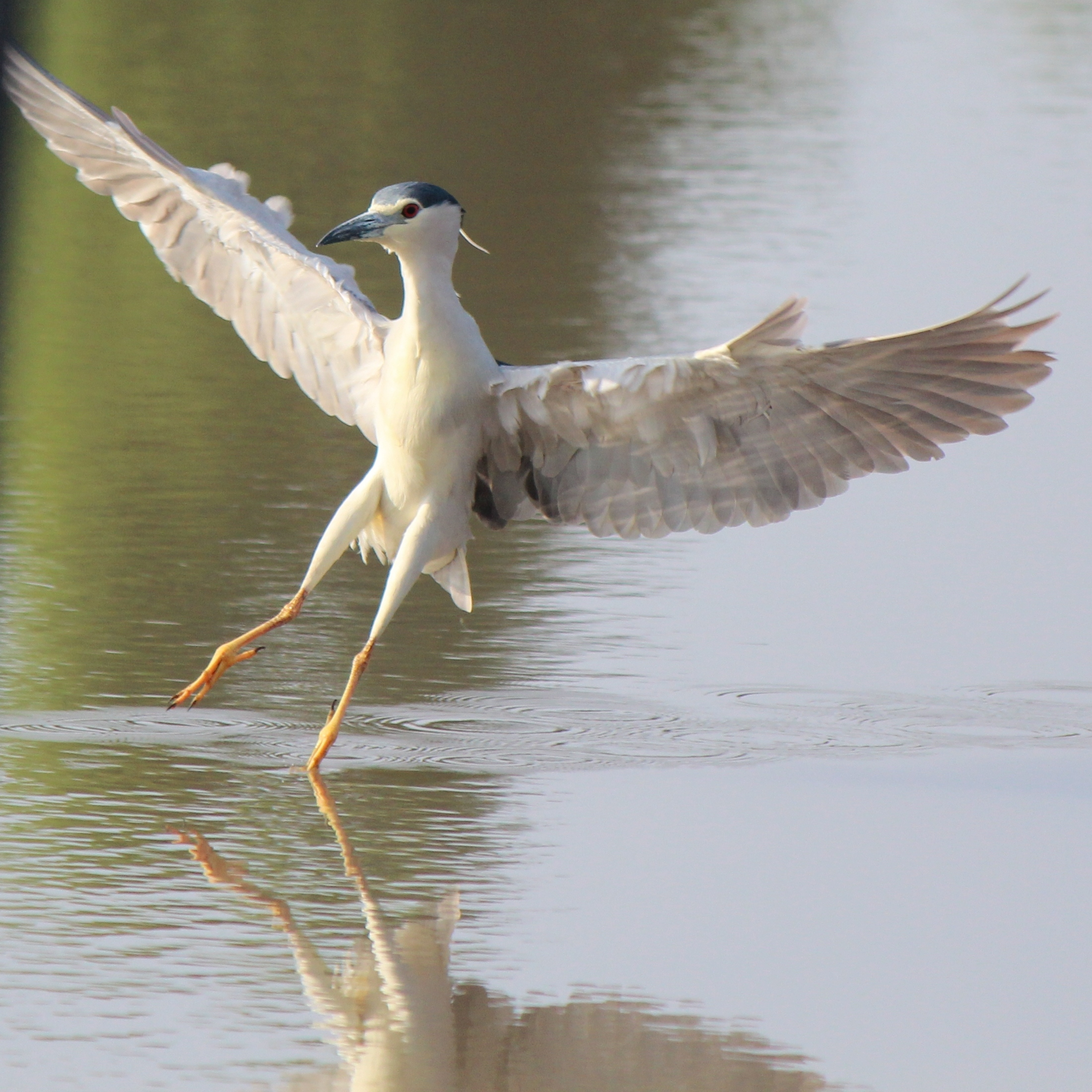
着陸する成鳥

## 分類
2亜種に分かれる。
- Nycticorax nycticorax nycticorax ゴイサギ
ユーラシア大陸、サハラ以南のアフリカ、南北アメリカに分布する。
- Nycticorax nycticorax obscurus
南アメリカ南部、フォークランド諸島に分布する。

## 生態
河川、湖、池沼、湿原、水田、海岸などに生息する。単独もしくは小規模な群れを形成して生活する。夜行性で、英名（night=夜）の由来になっている。昼間は水面に張出した樹上などでひっそりと休む。

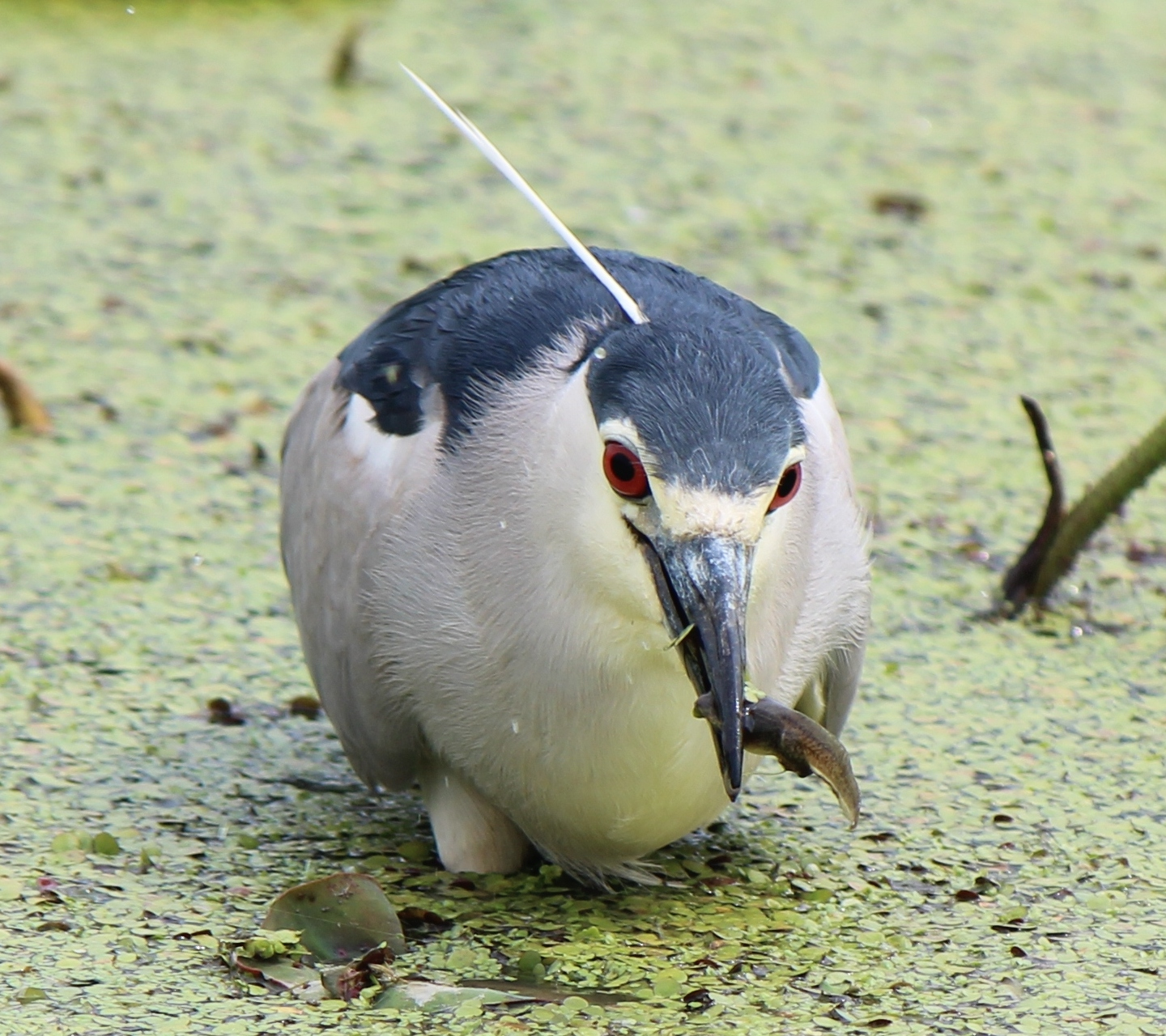
オタマジャクシを捕食中のゴイサギ

食性は動物食で、両生類、魚類、昆虫、クモ、甲殻類、鳥類の卵や雛などを食べる。夜間水辺を徘徊しながら獲物を捕食する。カルガモを捕食した例も観察されている。

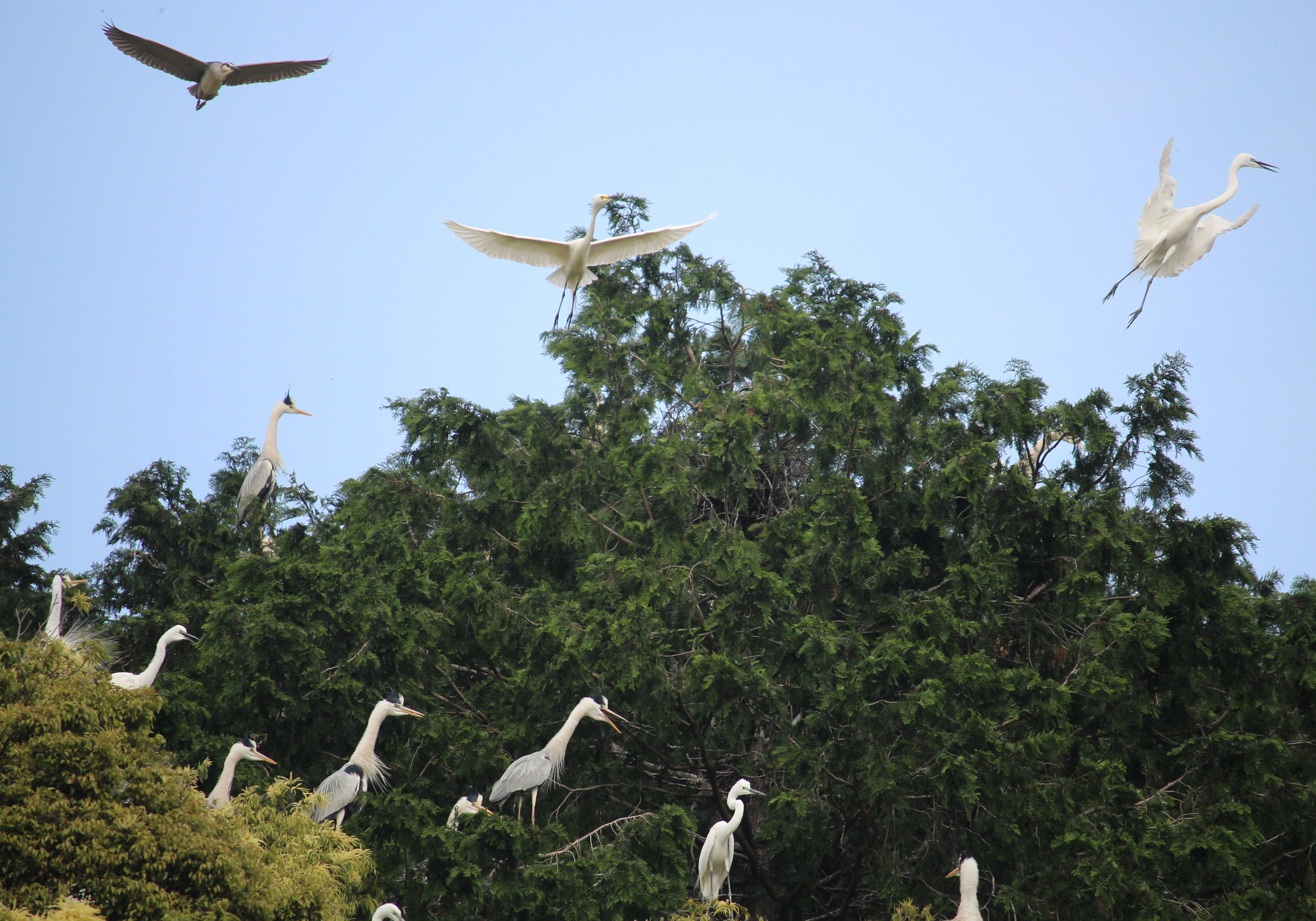
樹上で他のサギと共に集団繁殖地（コロニー）を形成するゴイサギ（左上部で飛行中）

繁殖形態は卵生。サギ科の他種も含めた集団繁殖地（コロニー）を形成する。樹上に雄が巣材となる木の枝を運び、雌がそれを組み合わせた巣を作る。日本では4-8月に3-6個の卵を年に1-2回に分けて産む。雌雄交代で抱卵し、抱卵期間は21-22日。育雛は雌雄共同で行う。雛は孵化してから20-25日で巣を離れるようになり、40-50日で飛翔できるようになり独立する。生後1-2年で性成熟する。

## 五位鷺という名前について
『平家物語』（巻第五 朝敵揃）の作中において、醍醐天皇の宣旨に従い捕らえられたため正五位を与えられたという故事が和名の由来になっている。また、能楽の演目「鷺」はその五位鷺伝説に由来するものである。
また、夜間に飛翔中に「クワッ」とカラスのような大きな声で鳴くことから、「ヨガラス（夜烏）」と呼ぶ地方がある。学名のNycticoraxもギリシア語の「夜(νύξ nyx)+カラス(κόραξ corax)」に由来する。

## 害鳥としての面
都市部でも、夜間に月明かりで民家や養魚場などの池に襲来して魚介類・両生類を漁る。
このため、金魚や鯉などを飼っている個人や養殖業者、魚類を屋外飼育する自然公園などにとっては害鳥であり、東京動物園協会運営の東京ズーネットでも「招かれざる客」と紹介されたことがある。
日本全国の動物園や水族館のペンギン等のコーナーに侵入し、飼育員が与えた餌の魚を掠め取る様子も度々目撃されている。ペンギンは捕食者以外には興味を示さないため、ペンギンに威嚇されたりすることもなく、ゴイサギはすんなり溶け込んでいる。
ペンギンと背丈も同じくらいで、羽の配色も似ているため、ペンギンコーナーの外にいると客に「ペンギンが逃げている」と勘違いされることもある。
東京都の恩賜上野動物園では、幼鳥が目撃される等、園内で繁殖してゴイサギの数が増えすぎたことが問題となったほか、野鳥の侵入は鳥インフルエンザ等の病気持ち込みリスクもあることから、ペンギンコーナーにネットを張るなど侵入対策がとられている。

## 狩猟対象として
元々は狩猟対象鳥獣48種のうちの1種であったが、2016年から2021年にかけて行われた全国鳥類繁殖分布調査で個体数が減少していることが判明。環境省での審議を経て、2022年9月よりバンとともに狩猟鳥獣の指定が解除され、狩猟対象鳥獣ではなくなった。

## 画像

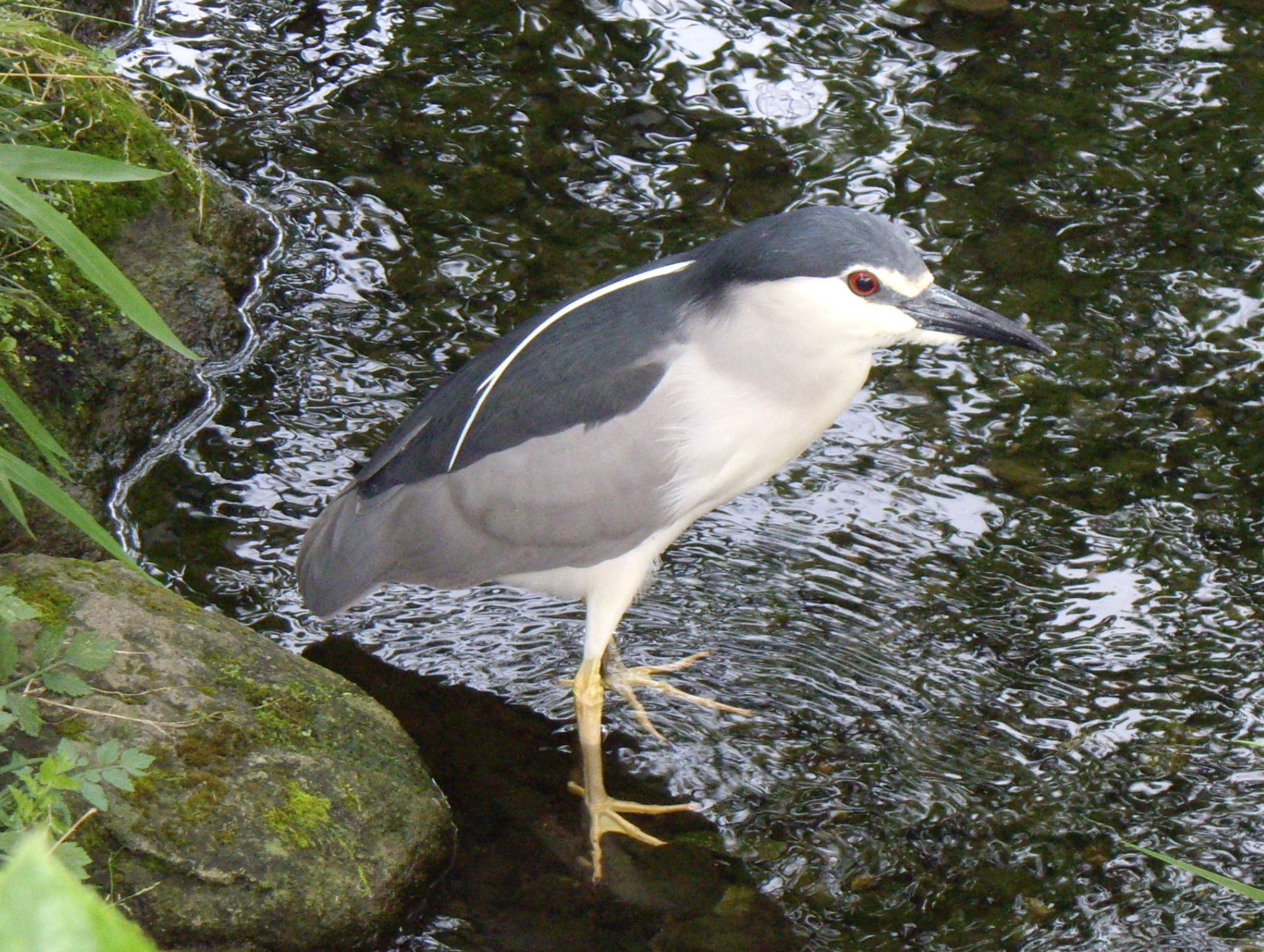
水辺で小魚などを捕る
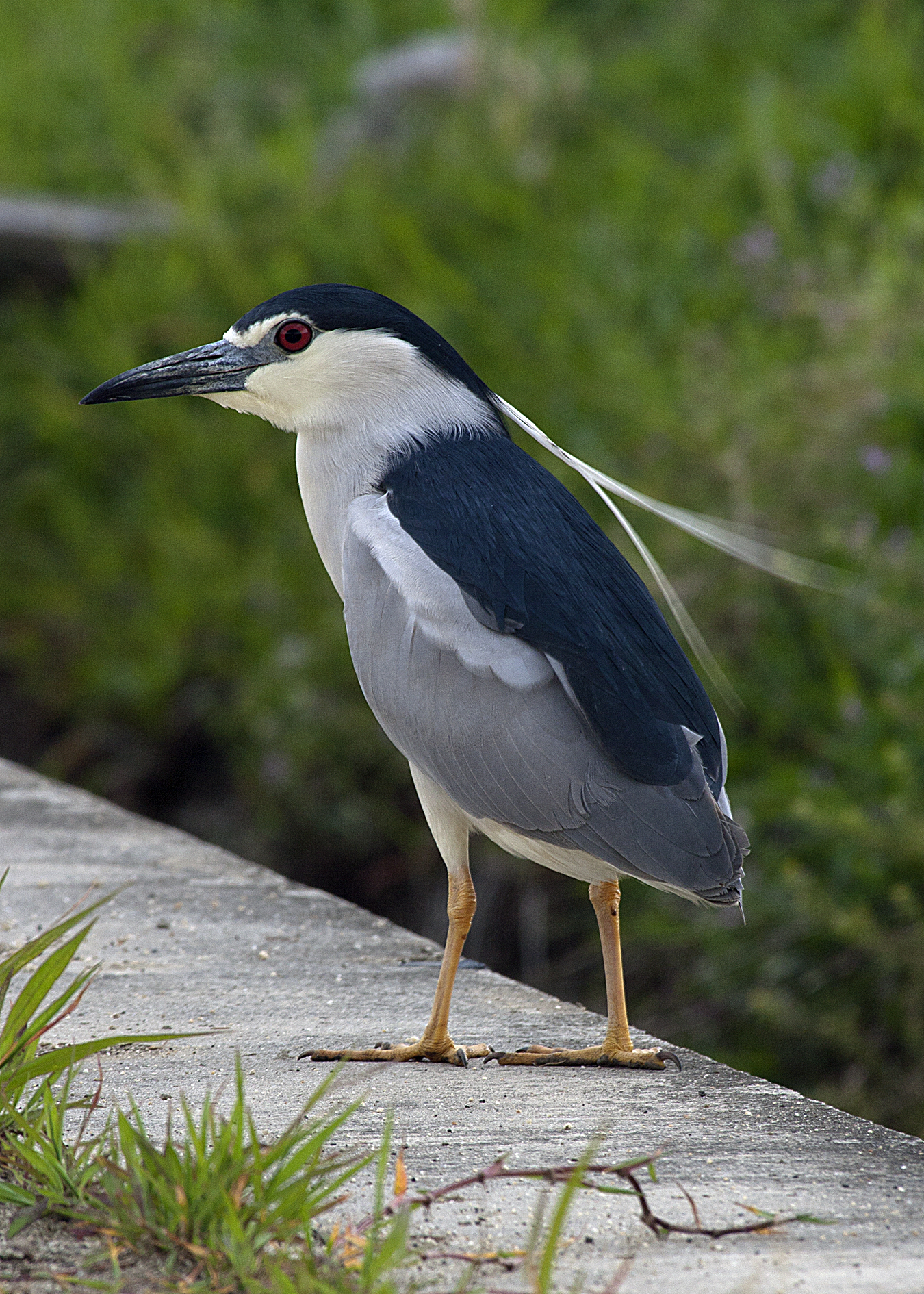